# DJ ANGEL
DJ ANGEL（ディージェイ・エンジェル）はハッピーハードコアDJ、音楽プロデューサーである。

## 人物
1999年より東京で活動を開始。2000年よりハッピーハードコア、レイブ系サウンドの老舗イベント"HardcoreKitchen"でレジデントDJとして活動し、2002年からはSAM（TRF）がオーガナイズするクラブイベント"ZENTO"に抜擢されDJ KOO（TRF）らとレジデントDJを務める。2003年にUKのEVOLUTION RECORDSの楽曲をMIXしたアルバム「ELYSIUM」を発売。

## 主なリリース

### アナログ
- DJ ANGEL & SOA & DJ CHUCKY「LIGHT TO INSERT」(2003年) - RAVE N BEATS JAPAN（JAPAN) RBJP#3
- HARDCORE HIPPIE「DREAMS(DJ CHUCKY & DJ ANGEL REMIX)」(2004年) - MASTERWAX（UK）MWX006

### アルバム
- DJ ANGEL「ELYSIUM」(2003年) - HIGH EMOTION RECORDINGS（JAPAN）HECD-0001

### シングル
- DJ ANGEL「FLOURISH」 (2002年) - KOI MUSIC（JAPAN）UPSPLD-002

### 参加作品
- 「HAPPY HARDCORE BEST mixed by DJ CHAMP」(2003年) - VICTOR ENTERTAINMENT（JAPAN）VICP-62212
- 「hardcoretsunami mixed by DJ SILVER & KEVIN ENERGY」(2003年) - RUMOUR RECORDS（UK）CDRAID559
- 「HARDCORE JUNKIEEE VOL.1」(2004年) - MADDEST CHIK`NDOM（JAPAN）MC#12
- 「HARDCORE JUNKIEEE VOL.2」 (2005年) - MADDEST CHIK`NDOM（JAPAN）MC#15

| スタブアイコン | サブスタブ | この項目は、まだ閲覧者の調べものの参照としては役立たない、音楽関係者（バンド等）に関連した書きかけの項目です。この項目を加筆・訂正などしてくださる協力者を求めています（P:音楽/PJ:芸能人）。 |